# Chikara Tanabe
Chikara Tanabe, född den 20 april 1975, är en japansk brottare som tog OS-brons i bantamviktsbrottning i fristilsklassen 2004 i Aten.